# Woda aromatyczna
Wody aromatyczne (łac. Aquae aromaticae FP IV) – bezbarwne, przezroczyste bądź co najwyżej słabo opalizujące wodne roztwory olejków eterycznych lub innych substancji wonnych, o zapachu i smaku właściwym dla substancji roztwarzanych. Monografia ogólna wód aromatycznych znajduje się w Farmakopei Polskiej IV t.2, natomiast monografie szczegółowe znajdują się w Farmakopei Polskiej II (woda cynamonowa – Aqua Cinnamomi, woda różana – Aqua Rosae) oraz Farmakopei Polskiej III (woda z migdałów gorzkich – Aqua Amygdalarum amararum, woda kolendrowa – Aqua Coriandri, woda koprowa – Aqua Foeniculi oraz woda miętowa – Aquae Menthae piperitae).

## Wytwarzanie
Wody aromatyczne przygotowuje się (o ile w monografiach szczegółowych nie podano inaczej) jedną spośród trzech metod:
- w procesie destylacji z parą wodną surowców aromatycznych;
- poprzez zmieszanie olejku eterycznego lub innej substancji wonnej, ze świeżo przegotowaną i ostudzoną do temp. 40-50°C wodą oczyszczoną (Aqua purificata) i odpowiednie wytrząsanie;
- poprzez roztarcie olejku eterycznego lub innej substancji wonnej, z odpowiednią ilością talku oraz zmieszanie ze świeżo przegotowaną i ostudzoną do temp. 40-50°C wodą oczyszczoną i odpowiednie wytrząsanie.

Po sporządzeniu wody aromatyczne należy przesączyć.

## Zastosowanie
Wody aromatyczne obecnie są rzadko stosowane jako preparaty lecznicze, częściej jako corrigens. Współcześnie w farmacji polskiej stosuje się jeszcze wodę miętową oraz wodę koprową. Wody aromatyczne znalazły natomiast zastosowanie w kosmetyce, przemyśle perfumeryjnym (np. woda różana) i spożywczym. Wody aromatyczne stosowane do celów innych niż farmaceutyczne mogą być sporządzane według innych norm jakościowych, np. własnych producenta.